# HMS Thorn
Il HMS Thorn (N11) fu un sommergibile della classe T in forza alla Royal Navy, la marina militare del Regno Unito. Fu realizzato nel 1941 dai cantieri navali Cammell Laird & Co Limited di Birkenhead.

## Carriera

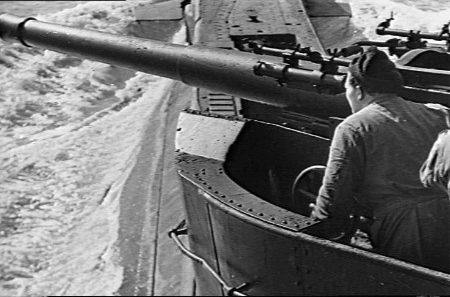
Il cannoncino di torretta, montato su un'unità gemella della classe T

La carriera del Thorn fu relativamente breve, e si svolse per lo più in Mar Mediterraneo.
Iniziate con la sigla N11 le attività belliche sul finire del 1941, il Thorn affondò prima la petroliera tedesca Campina (30 dicembre), poi il 28 gennaio 1942 il piroscafo Ninuccia, di 4.583 tonnellate, incrociato fra Spalato e Fiume.
Due giorni dopo, il 30 gennaio, attaccò da distanza il sommergibile Medusa, che nel Golfo del Quarnero navigava in formazione insieme con altre unità di ritorno da un'uscita di addestramento. Emerso a circa un chilometro dal convoglio, il Thorn puntò il sommergibile e gli lanciò 4 siluri; manovrando prontamente, il Medusa poté evitarne 3, ma il quarto andò a bersaglio e mandò a fondo in pochi minuti l'unità italiana con il comandante e quasi tutto l'equipaggio.
Il successivo 5 marzo attaccò, ancora una volta in superficie, il cacciasommergibili AS 91 Ottavia e dopo un'ora di combattimento lo affondò.
Il 5 maggio, nelle acque a 180 miglia a Nord-Ovest di Bengasi, si ingaggiò con un convoglio italiano, contro il quale inviò 4 siluri tutti schivati.
Il 3 agosto 1942 il Thorn affondò la motonave Monviso, di 5.322 tonnellate, nelle acque libiche ad 8 miglia a Nord-Nord-Ovest di Sidi Sueicher. Fu subito inseguito con bombe di profondità dai cacciatorpediniere Corazziere e Alpino, che scortavano la Monviso (proveniente da Brindisi) e che erano munite del nuovo ecogoniometro (sonar) installato da poco; ma mentre la caccia era in corso, Supermarina ordinò che del Thorn si occupasse la torpediniera Pegaso, e le due unità rientrarono a Navarino ov'erano di stanza.

## L'affondamento
Il Pegaso dovette presto lasciare la caccia per spostarsi in acque orientali, ma incappò per caso nel Thorn tre giorni dopo, il 6 agosto, quando questo si scoprì attaccando in acque greche, a circa 30 miglia a Sud-Ovest dell'isola di Gavdos, un convoglio di scorta al piroscafo Istria. Il Pegaso ordinò una ricognizione aerea, che presto individuò e segnalò il Thorn mitragliandolo dall'alto. In quattro minuti il Pegaso fu sul punto, "agganciò" il sommergibile ed iniziò una serie di 7 attacchi dopo i quali il contatto fu perso definitivamente.
Il Thorn si presume dunque affondato dal Pegaso e fu ufficialmente dichiarato disperso l'11 agosto 1942.